# 持田站
持田站（日语：／ Mochida eki */?）是位於埼玉縣行田市城西四丁目6番1號，秩父鐵道的秩父本線車站。

## 歷史
- 1925年（大正14年）11月15日[1] - 車站啟用。

## 車站構造
此站是地面車站，設有1面2線的島式月台，此站是由熊谷站管理的業務委託車站。車站職員當值時間為每日7:00～20:00。車站只有南出口1處。車站大樓與月台之間設有站內平交道。來自熊谷方向的列車在出發前，平交道會開放供乘客橫過，限時數十秒（在列車交會時候，當來自熊谷方向的列車延遲到達時，車站職員會自行選擇是否開放平交道）。檢票口內設有廁所（可供人工肛門對應設備之使用者使用）。
在日本鐵路線中，原則上是靠左通行（過去曾經設有靠右的路線，均已改為靠左通行，包括此站在內新鄉站、武州荒木站和秩父站都是靠右通行。此站由於曾經需要交換電子路籤，因此靠右通行時，方便了駕駛員交換電子路籤。
在日本學園劇集《飛女刑事III 少女忍法帖傳奇》（1986年 - 1987年）中於此站取景，而主角故鄉的車站名為「大日村站」。

### 月台
| 月台 | 路線    | 方向                               |
| ---- | ------- | ---------------------------------- |
| 1    | ■秩父線 | 熊谷、寄居、長瀞、秩父、三峰口方向 |
| 2    | ■秩父線 | 行田市、羽生方向                   |

## 使用狀況
- 在2018年度1日平均乘車人次為340人[2]。在秩父本線36座車站中排名15。

| 年度               | 1日平均 乘車人次 |
| ------------------ | ---------------- |
| 1999年（平成11年） | 633              |
| 2000年（平成12年） | 662              |
| 2001年（平成13年） | 651              |
| 2002年（平成14年） | 572              |
| 2003年（平成15年） | 530              |
| 2004年（平成16年） | 526              |
| 2005年（平成17年） | 501              |
| 2006年（平成18年） | 495              |
| 2007年（平成19年） | 514              |
| 2008年（平成20年） | 529              |
| 2009年（平成21年） | 515              |
| 2010年（平成22年） | 515              |
| 2011年（平成23年） | 525              |
| 2012年（平成24年） | 514              |
| 2013年（平成25年） | 502              |
| 2014年（平成26年） | 507              |
| 2015年（平成27年） | 499              |
| 2016年（平成28年） | 494              |
| 2017年（平成29年） | 468              |
| 2018年（平成30年） | 454              |

## 車站周邊
- 埼玉縣道128號熊谷羽生線（日语：埼玉県道128号熊谷羽生線）（舊國道125號）
- 國道17號熊谷繞道（日语：熊谷バイパス）
- 持田交匯處（日语：持田インターチェンジ）

## 巴士路線
站前沒有巴士駛入。最近的巴士站是約100米外，於縣道128號熊谷羽生線上的「持田駅入口」巴士站。
持田站入口
- 行田市內循環巴士（日语：行田市内循環バス）西循環

## 相鄰車站
秩父鐵道
秩父本線
急行「秩父路」
通過
普通
行田市－持田－Socio流通中心

## 注腳
1. 1 2  「地方鉄道駅設置」『官報』1925年11月26日（國立國會圖書館數碼化資料）
2. ↑  埼玉県統計年鑑より算出 （页面存档备份，存于）（日語）

## 外部連結
- 車站情報 持田站（秩父鐵道） （页面存档备份，存于）（日語）